# Primero la Gente
Primero la Gente es un partido político peruano de centro, fundado el 13 de septiembre de 2022. A pesar de no haber participado en procesos electorales, contó, en su momento, con dos representantes en el Congreso: Susel Paredes y Flor Pablo. La organización también reúne personajes con trayectoria política como Miguel del Castillo, Marco Zevallos, Marisol Pérez Tello, Susana Chávez, entre otros.

## Historia

### Antecedentes
En septiembre de 2022, Miguel del Castillo, Manuel Ato y Marco Zevalllos deciden fundar el partido político Primero la Gente, proyecto al que luego se suma la congresista Susel Paredes, una de los tres legisladores elegidos por el Partido Morado en 2021 y miembro del partido Fuerza Ciudadana. Posteriormente se incorpora el movimiento Vamos Pueblo liderado por Marco Sipán con bases en la sierra norte, Lima Provincias y sierra sur, el 2024 se incorpora el colectivo Convergencia liderado por el exdirector de Naciones Unidas Luis Thais y el movimiento Innovadores Perú liderados por el líder evangélico Marcelino Salazar con bases en todo el Perú.

### Formación (2022-2024)

#### Inscripción (2022-2023)
El 13 de septiembre de 2022, se presenta la solicitud de inscripción electoral ante el Jurado Nacional de Elecciones (JNE), la cual es otorgada el 5 de julio del siguiente año.

#### Incorporación fallida del Partido Humanista (febrero-agosto 2023)
Primero la Gente se incorpora al Partido Humanista Peruano, liderado por el expremier Yehude Simon, en febrero de 2023. El PHP fue fundado en 2001 y cedió su inscripción electoral en 2017 en favor de la coalición de izquierdas Juntos por el Perú, de la cual se retiró en diciembre de 2021.
En agosto de 2023, una facción del Partido Humanista dispuso retirarse de Primero la Gente y obtener su propia inscripción ante el JNE. Actualmente, se encuentran en proceso de inscripción, aunque muchos exmilitantes del partido humanista mantuvieron su militancia en Primero la Gente.

#### Incorporación del proyecto político Lo Justo (2024-presente)
En marzo de 2024, la congresista Flor Pablo, elegida por el Partido Morado al igual que Paredes, colideró la creación del partido político Lo Justo por el Perú con Marisol Pérez Tello (exsecretaria general del PPC). Finalmente, la agrupación desistió de buscar su inscripción ante el JNE y se incorporó a Primero la Gente en junio de 2024. Con las filas de Lo Justo, se sumaron figuras como Daniel Olivares y Alberto de Belaúnde, excongresistas por el Partido Morado (2020-2021).
A pesar de que no compitió en las elecciones generales, el partido contó con representación parlamentaria, ya que Susel Paredes y Flor Pablo están afiliadas al Bloque Democrático Popular.
En 2025, Primero la Gente anunció una alianza con Ahora Nación, partido liderado por Alfonso López-Chau.

## Controversias

### Relaciones de Miguel del Castillo
Se ha cuestionado en medios de comunicación y redes sociales el liderazgo de Miguel del Castillo, hijo del expremier Jorge del Castillo. Su antigua militancia en el Partido Aprista, las denuncias por incumplimiento de pago de salarios en su canal de televisión Nativa y la cercanía que tuvo con el expresidente Pedro Castillo, han sido motivo de polémica. Del Castillo negó estar involucrado en el caso del canal Nativa.

### Falsificación de firmas
El 27 de abril del 2025, el programa Punto final denunció la existencia de una "fábrica de firmas" para lograr la inscripción de militantes al partido a través de la falsificación de firmas.

## Resultados electorales

### Elecciones presidenciales
| Año  | Fórmula presidencial | Fórmula presidencial | Fórmula presidencial | Fórmula presidencial | Votos | %               | Resultado | Notas |
| Año  | Presidente           | Presidente           | Vicepresidentes      | Vicepresidentes      | Votos | %               | Resultado | Notas |
| ---- | -------------------- | -------------------- | -------------------- | -------------------- | ----- | --------------- | --------- | ----- |
| 2026 |                      | Por definir          | 1.º                  | Por definir          |       | \| \| 0.00 % \| |           |       |
| 2026 | 2.º                  | Por definir          | Por definir          |                      |       | \| \| 0.00 % \| |           |       |
|      | 0.00 %               |                      |                      |                      |       |                 |           |       |

### Elecciones parlamentarias

#### Congreso bicameral
| Año  | Senado | Senado | Senado  | Senado   | Cámara de Diputados | Cámara de Diputados | Cámara de Diputados | Cámara de Diputados | Notas |
| Año  | Votos  | %      | Escaños | Posición | Votos               | %                   | Escaños             | Posición            | Notas |
| ---- | ------ | ------ | ------- | -------- | ------------------- | ------------------- | ------------------- | ------------------- | ----- |
| 2026 |        |        | 0/60    |          |                     |                     | 0/130               |                     |       |

### Elecciones al Parlamento Andino
| Año  | Votos  | %               | Escaños | Posición | Notas |
| ---- | ------ | --------------- | ------- | -------- | ----- |
| 2026 |        | \| \| 0.00 % \| | 0/5     |          |       |
|      | 0.00 % |                 |         |          |       |

### Elecciones regionales y municipales
| Año  | Gobiernos Regionales | Alcaldías Provinciales | Alcaldías Distritales |
| Año  | Representantes       | Representantes         | Representantes        |
| ---- | -------------------- | ---------------------- | --------------------- |
| 2026 | 0/25                 | 0/196                  | 0/1874                |